# Frontière entre la république démocratique du Congo et la république du Congo
La frontière entre la république démocratique du Congo et la république du Congo est la frontière séparant la république démocratique du Congo et la république du Congo. La plus grande partie de la frontière se confond avec le cours du fleuve Congo et de l'un de ses affluents, l'Oubangui : sa portion fluviale représente probablement la plus longue frontière fluviale au monde. Avec 2 410 kilomètres, il s'agit également de la quinzième frontière terrestre internationale par la longueur, et la deuxième sur le continent africain après celle séparant l'Angola de la république démocratique du Congo.

## Histoire

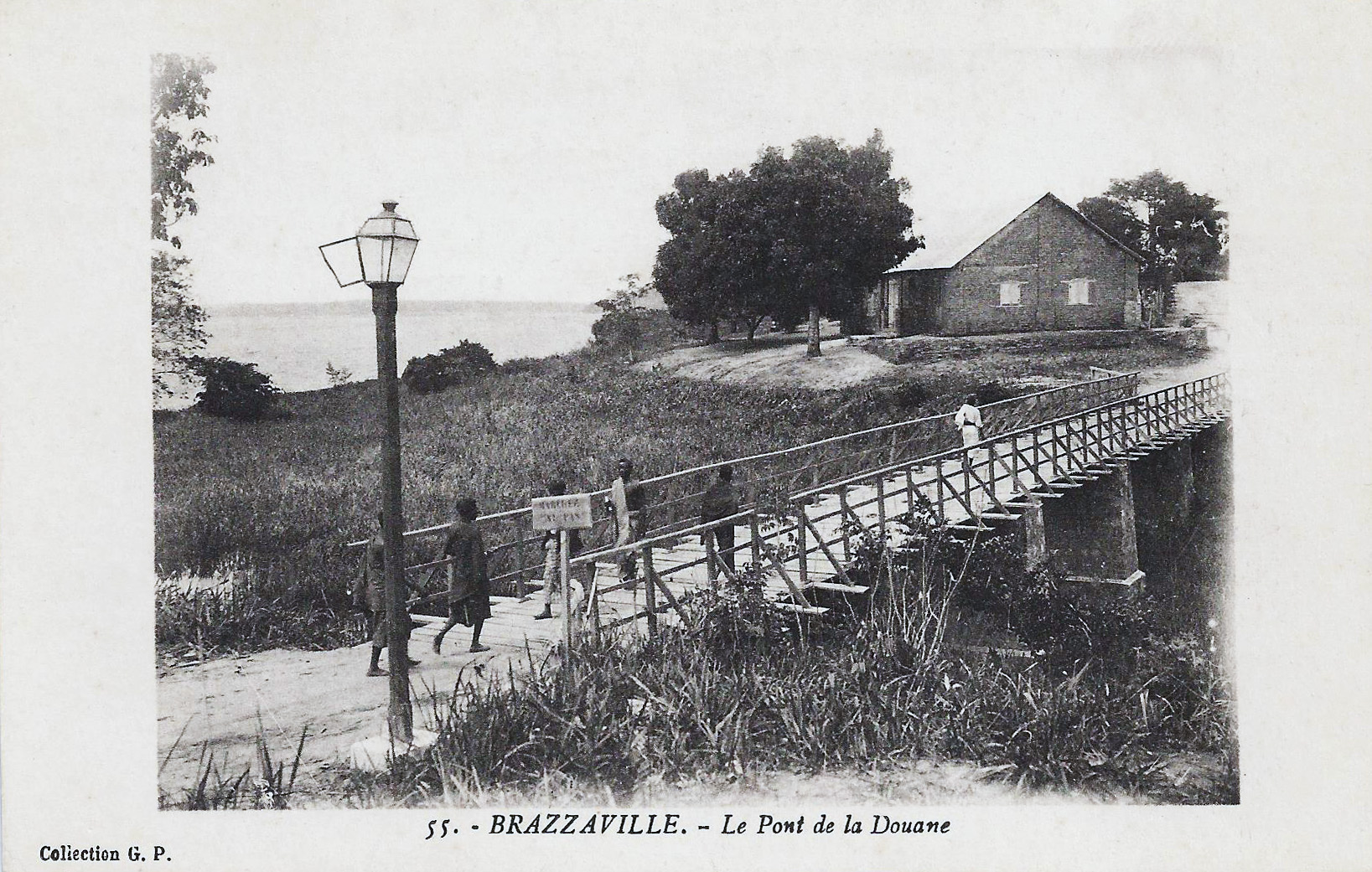
Le pont de la Douane à Brazzaville, vers 1900.

En général, le tracé actuel de la frontière ne sépare pas les groupes ethniques distincts ; ainsi, les groupes ngala (à hauteur du confluent entre le Congo et l'Oubangui) et téké (sur le cours moyen du fleuve Congo), sont présents de part et d'autre. En revanche, il correspond partiellement à la limite septentrionale de l'extension de l'ancien royaume du Kongo, et à sa frontière avec le royaume tokolou, même leur tracé reste mal connu et n'a probablement jamais été fixé de manière linéaire. 
Les explorations des dernières décennies du XIXe siècle conduisent les puissances coloniales à fixer les limites de leurs possessions respectives en Afrique. C'est chose faite dans cette région avec la convention du 5 février 1885 entre le gouvernement de la République française et l'Association internationale du Congo pour la délimitation de leurs possessions respectives. Le tracé n'a depuis lors pas fait l'objet de contestations, ni d'un contentieux devant la Cour internationale de justice, même s'il est arrivé que des incidents frontaliers surviennent sur certaines îles fluviales ; ainsi une intervention de soldats zaïrois, qui tuent deux personnes sur l'île Mbamou le 24 avril 1976. Un regain de tension a pu être observé au cours de la Guerre froide, dans la mesure où le Zaïre (aujourd'hui république démocratique du Congo) était sous influence occidentale, tandis que la république populaire du Congo bénéficiait de la coopération militaire soviétique et cubaine. 
Depuis la fin de la Guerre froide, les tensions persistent. En 1997, au cours de la guerre civile en république du Congo qui oppose l'armée régulière et les milices du président Pascal Lissouba aux milices de Denis Sassou-Nguesso, le président du Congo-Kinshasa Laurent-Désiré Kabila envoie des troupes de l'autre côté du fleuve pour mettre fin, selon lui, à des tirs d'artillerie visant Kinshasa depuis Brazzaville. Les conflits intérieurs et extérieurs que connaissent régulièrement les deux pays sont également à l'origine de déplacements de réfugiés, ainsi que de mouvements de combattants et d'armes. La frontière, en particulier dans sa portion terrestre (région du Pool) a été le théâtre de nombreux trafics illégaux (armes légères, drogue), en particulier au cours des années 1990 (période de guerres civiles de part et d'autre de la frontière). 
Il existe également une pression migratoire le long de la frontière, résultant des disparités économiques entre les deux pays : grâce aux revenus générés par l'extraction pétrolière, la république du Congo est aujourd'hui l'un des pays les plus riches d'Afrique subsaharienne (d'après les données du FMI, le PIB/hab. à parité de pouvoir d'achat s'y élève en 2018 à 6 707 dollars internationaux), tandis que la république démocratique du Congo est à l'avant-dernier rang du classement établi d'après les données du FMI, avec 785 dollars internationaux par habitant. Une proportion notable mais difficile à évaluer (les estimations vont de 10 à 25 %) de la population de Brazzaville est originaire de la république démocratique du Congo. À l'automne 2009, les troubles dans la province de l'Équateur (en RDC) ont amené environ 115 000 personnes à traverser la frontière.

## Tracé

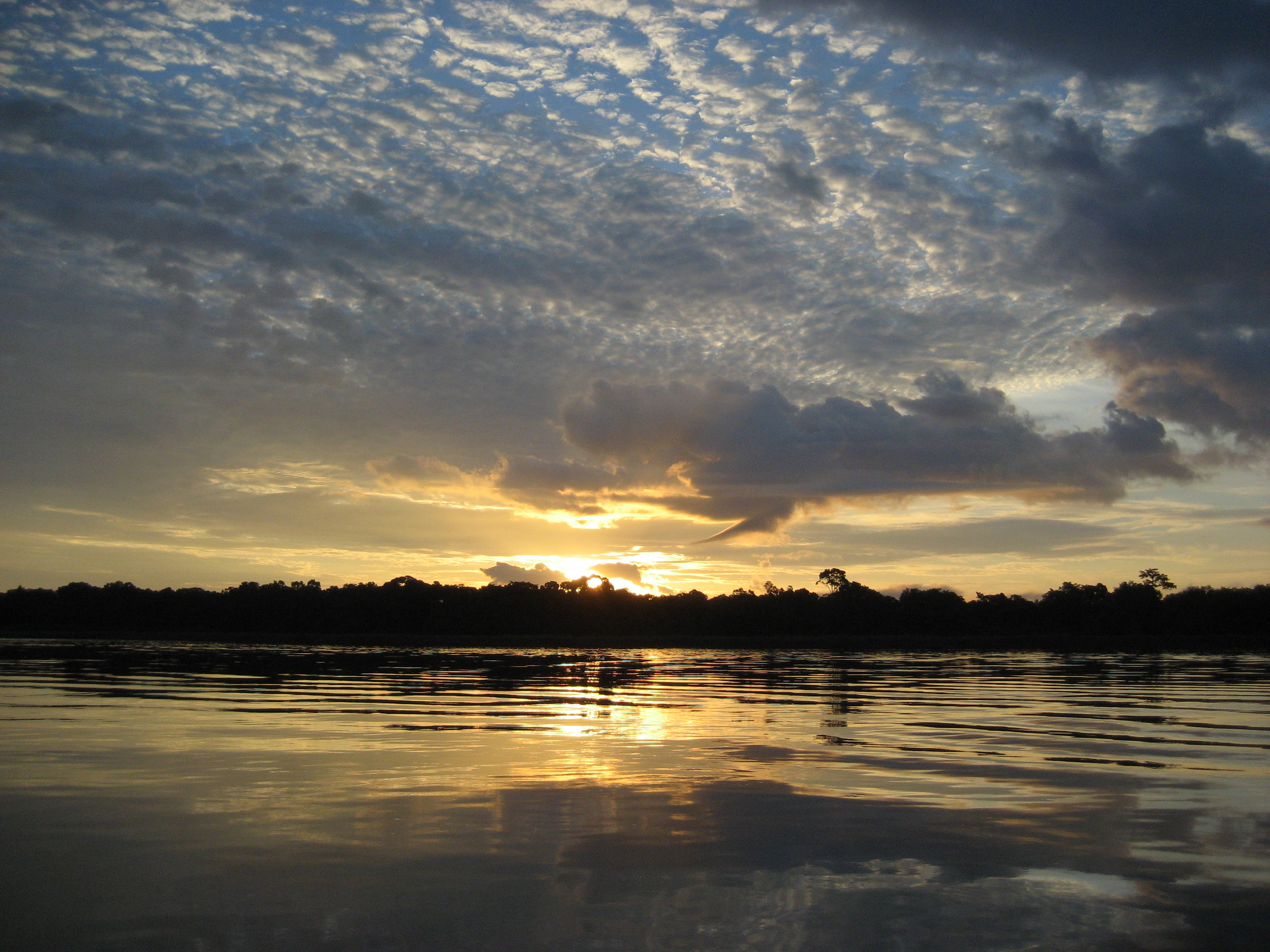
Lever de soleil sur une île fluviale entre la république du Congo et la RDC, en aval de Mossaka.

Un premier arrangement entre la France et l'Association internationale du Congo a été négocié les 23 et 24 avril 1884. Il prévoyait, à l'article 3, que la frontière serait la suivante, à partir du Stanley-Pool en remontant vers le nord :
- « le Congo jusqu'à la rivière Boumba ;
- la rivière Boumba jusqu'à sa source ;
- « le méridien partant de cette source[3] ».

La convention du 5 février 1885 mentionne les repères suivants : 
- « la rivière Chiloango, depuis l'océan jusqu'à sa source la plus septentrionale »
- « la crête de partage des eaux du Niadi-Quillou [aujourd'hui Kouilou-Niari] et du Congo jusqu'au delà du méridien de Manyanga »
- « une ligne à déterminer et qui suivant autant que possible une division naturelle du terrain, aboutisse entre la station de Manyanga et la cataracte de Ntombo-Mataka, en un point situé sur la partie navigable du fleuve »
- « le Congo jusqu'au Stanley-Pool »
- « la ligne médiane du Stanley-Pool »
- « le Congo jusqu'à un point déterminé en amont de la rivière Licona-Nkundja »
- « une ligne à déterminer depuis ce point jusqu'au 17e degré de longitude est de Greenwich, en suivant, autant que possible, la ligne de partage d'eaux du bassin de la Licona-Nkundja, qui fait partie des possessions françaises »
- « le 17e degré de longitude est de Greenwich ».

Cette convention a été révisée pour la partie septentrionale du tracé : à partir du confluent entre l'Oubangui et le Congo, la frontière emprunte désormais le cours de l'Oubangui.

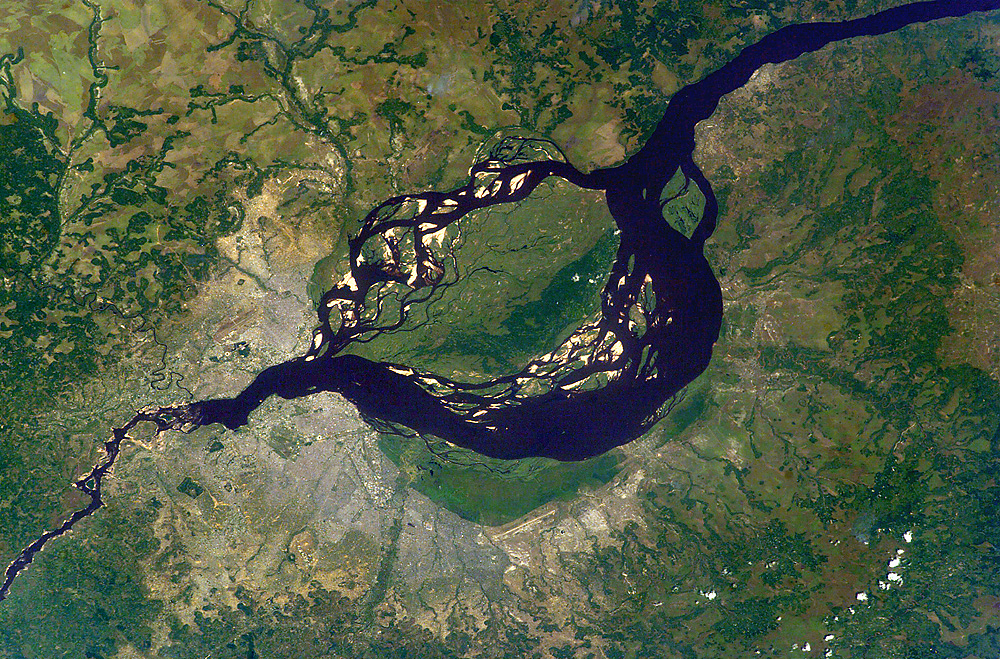
Image satellite de l'agglomération Brazzaville (au nord) - Kinshasa (au sud)

Le tracé actuel correspond donc, du nord au sud, à la ligne médiane de l'Oubangui, puis du Congo dans lequel il se jette, sur la plus grande partie de la frontière, entre le tripoint République centrafricaine - république du Congo - république démocratique du Congo (situé à une dizaine de kilomètres en aval de la ville centrafricaine de Mongoumba) et l'endroit où la frontière entre la république du Congo et la RDC devient terrestre (quelques kilomètres en aval du village de Ntombo-Manyanga, en république du Congo, à l'endroit où la rivière Pioka se jette dans le fleuve du côté « démocratique »). Le fleuve s'étale entre la République centrafricaine et Mpouya (jusqu'à une dizaine de kilomètres de large), on y trouve de nombreuses îles fluviales ; son lit est plus étroit jusqu'au pool Malebo, où il sépare les deux capitales les plus proches du monde, Brazzaville (république du Congo) et Kinshasa (république démocratique du Congo) : la traversée en vedette rapide ne dure que quelques minutes. 
La frontière est ensuite terrestre ; elle suit grosso modo un tracé sud-nord jusqu'à Mindouli, puis la ligne de partage des eaux entre le bassin versant du Congo (du côté de la république démocratique du Congo) et celui du Kouilou-Niari (du côté de la république du Congo), de Mindouli à Londéla-Kayes, avant d'emprunter le cours du Loango (appelé Shiloango en RDC et Chiloango en Angola) jusqu'au tripoint Angola (enclave du Cabinda) - république du Congo - république démocratique du Congo, à quelques kilomètres en aval du village de Moukéké (république du Congo).